# Hertogdom Maagdenburg
Het Hertogdom Maagdenburg was een tot de Neder-Saksische Kreits behorend hertogdom binnen het Heilige Roomse Rijk. Het hertogdom ontstond uit het in 1680 geseculariseerde Prinsaartsbisdom Maagdenburg.

## Geschiedenis
In paragraaf 6 van artikel 11 van de Vrede van Osnabrück in 1648 werd het wereldlijke gebied van aartsbisdom Maagdenburg toegewezen aan het keurvorstendom Brandenburg na het overlijden van de administrator August van Saksen. In paragraaf 9 was vastgelegd dat de vier heerlijkheden of ambten Querfurt, Jüterbog, Dahme en Burg bij het keurvorstendom Saksen zouden blijven. 
August overleed in 1680, zodat toen het voormalige prinsaartsbisdom als hertogdom in bezit kwam van het keurvorstendom Brandenburg. In 1687 kwam het ambt Burg aan Brandenbrug, na een conflict over het vorstendom Querfurt.
In de Vrede van Tilsit van 1807 verloor Pruisen alle landen ten westen van de Elbe, waaronder Maagdenburg. Vervolgens kwam het hertogdom aan het koninkrijk Westfalen dat in 1813 werd opgeheven waarna de oude orde hersteld werd. Het Congres van Wenen van 1815 regelde dat het gebied onderdeel werd van de nieuwe Pruisische provincie Saksen werd.

## Bezittingen
Het gebied was in de Pruisische tijd onderverdeeld in vier kreisen:
- Holzkreis (of Börde).
- Jerichowscher Kreis (Genthin)
- Luckenwaldische Kreis
- Saalkreis (Halle)
- Als vijfde Kreis werd het graafschap Mansfeld met het hertogdom verbonden.

## Regenten
- Zie lijst van aartsbisschoppen van Maagdenburg